# Moorea
Moorea (tahitianisch Mo’orea), ältere Namen Aimeho oder Eimeo (Cook), Santo Domingo (Boenechea) und York Island (Wallis), ist eine Insel im Süd-Pazifik, die politisch zu Französisch-Polynesien gehört. Sie hat eine Fläche von 133 km² und rund 16.900 Einwohner.

## Geographie
Moorea zählt geographisch zu den Gesellschaftsinseln (französisch Îles de la Société), genauer zu den Inseln über dem Winde (frz. Îles du Vent). Sie ist die kleinere Schwester von Tahiti und liegt in Sichtweite Tahitis, von der Westküste nur durch eine Meerenge von 17 Kilometern getrennt.
In der Legende heißt es, Moorea sei die Rückenflosse eines großen Fisches. Die Insel hat etwa die Form eines auf der Spitze stehenden, gleichseitigen Dreiecks, in dessen nördliche Seite die beiden Buchten Baie de Cook (Cook’s Bay) und Baie d’Opunohu tief einschneiden. Ein V-förmiger, durchschnittlich 800 Meter hoher Gebirgszug – der südliche Rand eines einstigen Vulkankraters – teilt die Insel in eine Nord- und Südhälfte und wirkt gleichzeitig als Wasserscheide. Zahlreiche Fließgewässer haben steile, von felsigen Graten getrennte Täler geschaffen. Die höchste Erhebung ist der Mont Tohiea (auch Tohivea geschrieben) mit einer Höhe von 1207 m. Eine weitere ist der Mont Tautuapae mit 769 m Höhe.
Der Nordwestspitze sind die beiden unbewohnten Motu Tiahura und Fareone vorgelagert.

## Geologie
Moorea ist ein Atoll, dessen Hauptinsel überwiegend aus magmatischen Gesteinen besteht. Die Insel ist, wie auch die Nachbarinsel Tahiti, als Teil der „Society Chain“ aus einem Hot Spot der Pazifischen Platte entstanden und etwa 1,5 bis 2 Millionen Jahre alt. Die Hauptinsel ist bereits deutlich von Erosion geprägt. Das geschlossene Saumriff umgibt die gesamte Insel, weist jedoch mehrere befahrbare Durchlässe auf. Das Riff liegt relativ nahe an der Insel, sodass Moorea nur eine schmale Lagune ausgebildet hat.

## Klima
Moorea liegt im Tropengürtel der Erde. Das Klima ist tropisch-warm und sehr feucht, was den üppigen Bewuchs der Insel begünstigt. Die Durchschnittstemperatur liegt zwischen 28 und 30 °C, wobei sich die einzelnen Monate nur wenig unterscheiden. Die regenreichsten Monate sind Dezember bis Februar, trockener sind die (Winter-)Monate Juli bis September. Es weht ein beständiger Wind, der die Temperaturen mildert. Ein gelegentlicher Zyklon ist jedoch nicht ausgeschlossen. In der Saison 1982/83 gab es bei den Gesellschaftsinseln eine Serie von Wirbelstürmen, die auch auf Moorea erhebliche Sachschäden anrichteten.

## Fauna und Flora

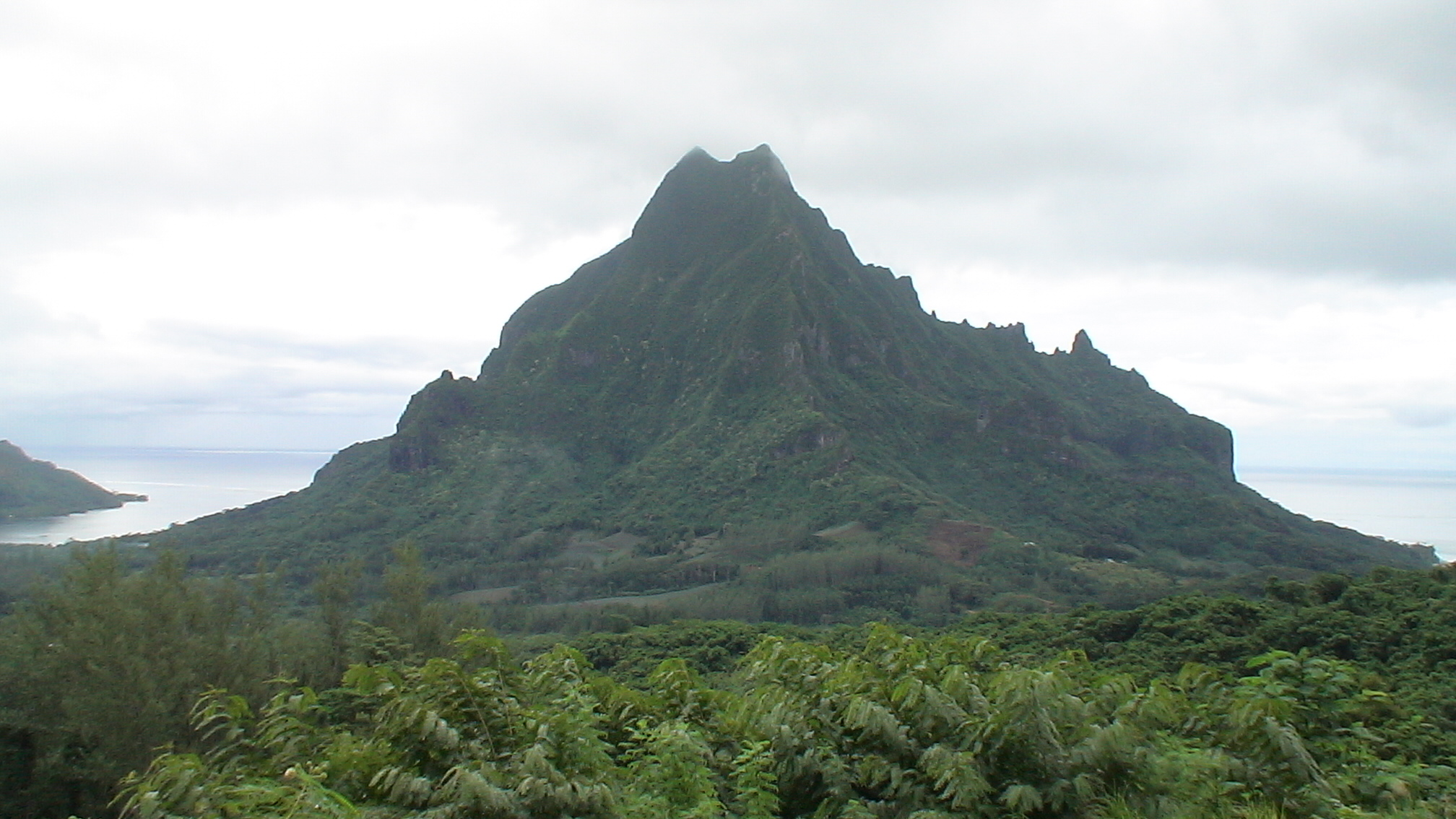
Blick auf den Mont Rotui

Wegen der geringen Entfernung zu Tahiti und Ähnlichkeiten in Klima und Bodenstruktur ist die Flora von Moorea mit der von Tahiti vergleichbar. In dem schmalen Küstenstreifen überwiegen die anthropochoren Pflanzen, bedingt durch die dichte Besiedlung und die seit Jahrhunderten andauernde menschliche Nutzung. Im unbewohnten und teilweise unzugänglichen Inselinnern haben sich aber noch bedeutende Reste der ursprünglichen Pflanzengemeinschaften erhalten. Zur Erforschung der tropischen Artenvielfalt sowie der Wechselwirkungen zwischen kulturellen Prozessen und dem Ökosystem unterhält die University of California, Berkeley mit der Gump Station ein ständiges Forschungsinstitut auf Moorea.
Säugetiere gab es ursprünglich auf den Gesellschaftsinseln nicht, sie wurden ausschließlich vom Menschen eingeführt. Bereits die ersten polynesischen Siedler brachten Hunde, Schweine, Hühner und die Pazifische Ratte als Nahrungstiere mit, die Europäer führten Ziegen, Kühe, Schafe und Pferde ein. Indigene Landtiere sind lediglich Insekten, Landkrebse, Schnecken und Eidechsen. Vor allem von den Polynesischen Baumschnecken der Gattung Partula existierten auf Moorea mehrere Endemiten, die während der 1970er bis 1990er Jahre durch die Rosige Wolfsschnecke ausgerottet wurden. Bis in die 1980er Jahre wurde der endemische Moorea-Rohrsänger (Acrocephalus longirostris) auf der Insel nachgewiesen. Der Singvogel war eng mit dem Langschnabel-Rohrsänger (Acrocephalus caffer) von Tahiti verwandt und wurde möglicherweise von der Hirtenmaina (Acridotheres tristis) verdrängt. Eine weitere ausgestorbene Vogelart von Moorea ist der Weißflügelsüdseeläufer (Prosobonia ellisi), der nur durch zwei Exemplare aus dem Jahre 1777 bekannt geworden ist.
Für den Menschen gefährliche Tiere gibt es auf Moorea nicht. Unangenehm können Sandflöhe am Strand und die im Inselinnern überall präsenten Stechmücken werden. 
Die Meeresfauna der Lagune und des Korallenriffes ist sehr artenreich. Neben mehr als 500 Arten von Korallenfischen kann der Taucher und Schnorchler zahlreiche Weichtiere, Stachelhäuter und Krebstiere des tropischen Meeres beobachten. Hinter dem Saumriff gibt es Haie, Rochen, Schwertfische und Meeresschildkröten. Von Juli bis Oktober ziehen Buckelwale an der Insel vorbei. Für Touristen werden Wal- und Delfinbeobachtungen angeboten.

## Geschichte

### Vorgeschichte
Die Gesellschaftsinseln wurden nach neueren archäologischen Erkenntnissen wahrscheinlich um 200 n. Chr. von Samoa und Tonga aus kolonisiert.:231
In den abgeschlossenen Tälern bildeten sich neun Stammesfürstentümer heraus, die sich wiederum in einzelne Clans untergliederten. Die stratifizierte Gesellschaft war gekennzeichnet von einer hierarchischen Führung, deren Elite sowohl die politische als auch die religiöse Macht auf sich vereinigte. Die führenden Familien Mooreas blieben durch Heirat und Verwandtschaft seit Jahrhunderten mit denen der Nachbarinsel Tahiti verbunden. Diese Verbindungen führten zu bedeutenden Allianzen, waren zu anderen Zeiten aber auch Quelle blutiger Auseinandersetzungen.
Die intensive, bis heute andauernde Erforschung des Opunohu-Tales, beginnend mit Kenneth P. Emory in den 1920er Jahren und fortgesetzt in den 1960er Jahren von dem Archäologen Roger C. Green von der Universität Auckland, ermöglicht ein beispielhaftes Bild von der Entwicklung der Gesellschaft Mooreas. Die Interaktion zwischen zunehmender Bevölkerungsdichte und der Modifizierung der Umwelt durch den Menschen führte zu deutlichen Veränderungen in der Gesellschaftsform.
Die sog. Pre-Atiro’o-Phase, vor 1000 n. Chr., ist gekennzeichnet durch umfangreiche Rodungen und die Kultivierung der talwärts gelegenen Hänge, die zum Ende der Periode bereits Erosion und die Bildung von Alluvialböden zur Folge hatten. Die Gesellschaft war noch nicht stratifiziert, sondern relativ homogen.
In der Atiro’o-Periode (1000–1650 n. Chr.) wurden künstliche Anbauterrassen an den Hängen und einfache Steinbauten, beispielsweise der Marae Tapauruuru, errichtet. Überreste von rechteckigen Häusern (fare haupape) und solchen mit länglich-ovalem Grundriss (fare pote’e), die der Machtelite vorbehalten waren, deuten auf eine streng stratifizierte, hierarchische Gesellschaftsform hin.
Die nachfolgende Marama-Periode (1650–1788 n. Chr.) ist gekennzeichnet von der Eroberung des Opunohu-Tales durch die Häuptlinge (ariki) des ursprünglich an der Küste ansässigen Marama-Stammes, denen es gelang, alle anderen Clans des Tales unter ihrer Oberherrschaft zu vereinigen. Neben einer weiteren Zunahme der Bevölkerung ist in dieser Phase auch eine rege Bautätigkeit repräsentativer Kultbauten – große Marae in der Art einer Stufenpyramide – zu beobachten. Gegen Ende dieser Periode wurde das Opunohu-Tal eine Zuflucht für Ariki, die sich der europäischen Einflussnahme widersetzten.:285–287

### Europäische Entdeckung und Einflussnahme
Als erster Europäer sichtete Samuel Wallis im Juni 1767 die Insel und nannte sie York Island. 
Zur Erweiterung des spanischen Einflussbereiches befahl König Karl III. Expeditionen in den Südpazifik. Der Gouverneur von Chile und Vizekönig von Peru Manuel d’Amat i de Junyent (1704–1782) entsandte Domingo de Boenechea mit der Fregatte El Águila, der Moorea 1772 erreichte. Er nannte die Insel Santo Domingo und nahm sie für Spanien in Besitz. Die Annexion hatte politisch jedoch keine Folgen.
James Cook besuchte Moorea 1777 während seiner dritten Reise. Er ankerte mit den Schiffen Resolution und Discovery jedoch nicht in der nach ihm benannten Cook’s Bay, sondern in der benachbarten Baye d’Opunohu. Wegen eines kleinen Diebstahls kam es zum Konflikt mit den Einwohnern, bei dem Cooks Seesoldaten zur Vergeltung einige Kanus und Hütten zerstörten.
1792 eroberte König Pomaré I. vom benachbarten Tahiti mithilfe europäischer Feuerwaffen Moorea und erklärte sich zum Oberherrn der Insel. Sein Nachfolger Pomaré II. setzte ab 1803 die Kriege zur Festigung der Herrschaft seiner Dynastie auf Tahiti fort, wurde jedoch 1808 geschlagen und flüchtete nach Moorea, wo er bis 1811 blieb. Mit ihm kamen protestantische Missionare der London Missionary Society. 1812 ließ sich Pomaré II taufen, ein Schritt, der für die Christianisierung der Gesellschaftsinseln von außerordentlicher Bedeutung war. In der Folge konvertierte 1815 der Oberpriester von Oro zum christlichen Glauben und verbrannte alle Idole des Marae Papetoai, einer bedeutenden Kultplattform an der Nordküste von Moorea. Die Missionare zerstörten die Kultstätte gänzlich und errichteten auf dem tabuisierten Ritualplatz eine achteckige Kirche, die heute noch steht, angeblich die älteste Kirche Polynesiens. Dieser Erfolg zog die schnelle Bekehrung der gesamten Bevölkerung Mooreas nach sich. 
Die Insel blieb unter dem Einfluss Tahitis. Am 9. September 1842 verkündete der französische Konteradmiral Abel Aubert Dupetit-Thouars das vorläufige Protektorat Frankreichs über die Gesellschaftsinseln. Im November 1843 wurden die Abmachungen durch einen Vertrag mit Königin Pomaré IV. bestätigt und 1844 auch von Frankreich formell anerkannt. Ihr Sohn Pomaré V. dankte am 29. Juni 1880 ab. Als Folge fiel der gesamte Archipel der Gesellschaftsinseln endgültig an Frankreich, Moorea wurde französische Kolonie.

## Infrastruktur und Verkehr

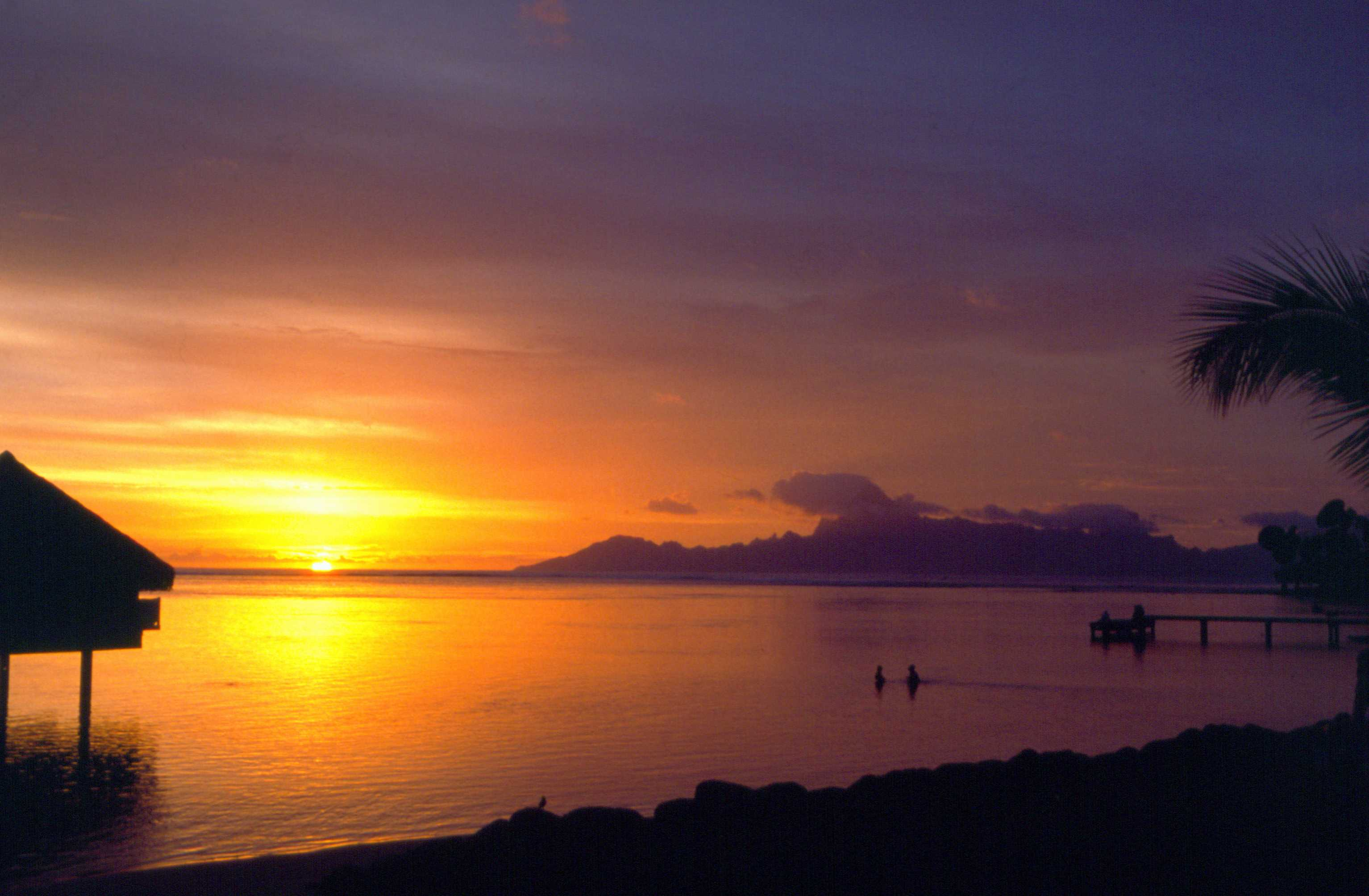
Silhouette Mooreas vor der Westküste von Tahiti

Der Flugplatz Moorea im Nordosten hat eine 1200 Meter lange asphaltierte Landebahn und ein kleines Abfertigungsgebäude. Von hier aus gibt es mehrmals täglich Flüge nach Tahiti (nur wenige Minuten Flugzeit), Huahine, Raiatea und Bora Bora. 
Vom Hafen des Ortes Vaiare im Osten verkehrt eine Katamaran-Fähre nach Papeete.
Auf der rund 60 Kilometer langen Ringstraße fährt ein öffentlicher Bus, Le Truck, ein zum Bus umfunktionierter LKW. Einen festen Fahrplan und Haltestellen gibt es nicht, der Bus hält, wann und wo es die Fahrgäste wünschen. Er dient den Bewohnern hauptsächlich als Zubringer zur Fähre nach Tahiti.
Moorea verfügt, nicht zuletzt zur Befriedigung der Bedürfnisse des Tourismus, über eine gute Infrastruktur mit Post und Bank (auch einige Hotels haben Bankschalter mit Kontoautomaten), Ärzten, Apotheken und örtlichen Ambulanzen, kleineren Einkaufszentren, einer Station der Gendarmerie nationale, Schulen und weiteren Bildungseinrichtungen. 

## Wirtschaft
Haupteinnahmequelle ist seit den 1960er Jahren der Tourismus. Ein amerikanisches Unternehmen baute 1961 das Bali-Hai-Hotel, das erste Luxushotel von Moorea, an der Nordküste unweit des Dorfes Maharepa. Seitdem hat der Tourismus beständig zugenommen, sodass mittlerweile – wie in einigen Reiseführern behauptet wird – Moorea angeblich mehr Touristenhotels hat als Tahiti. Hotelanlagen aller Kategorien, wobei teure Luxushotels überwiegen, liegen überwiegend an der Nord- und Nordwestküste. Hier befinden sich auch die schönsten Strände der Insel. Von Zeit zu Zeit wird Moorea von Kreuzfahrtschiffen angelaufen.
Bis zum Ende des zwanzigsten Jahrhunderts wurde auf Moorea noch Kaffee angebaut. Durch den Verfall der Kaffeepreise ist das nicht mehr lohnend und der Anbau landwirtschaftlicher Exportgüter wurde auf Ananas und die sehr begehrte Tahiti-Vanille umgestellt. In einigen kleinen Familienbetrieben wird noch die traditionelle Produktion von Kopra betrieben. Für den Eigenbedarf und die Hotelküchen werden Brotfrüchte, Yams, Taro, Süßkartoffeln, Bananen, Kokosnüsse und weitere tropische und subtropische Früchte kultiviert. Eine immer noch bedeutende, wenn auch geringer werdende Stellung in der Inselwirtschaft hat auch der Fischfang.

## Sehenswürdigkeiten
Nach Meinung vieler Reisender ist Moorea die schönste Insel Polynesiens, es gibt daher kaum eine Südsee-Kreuzfahrt, die Moorea nicht auf dem Programm hat. Der englische Forschungsreisende William Ellis schrieb dazu bereits im 18. Jahrhundert:

„Imaio [Moorea] ist zweifellos die ansprechendste der Gesellschaftsinseln. Ihr Anblick ist wahrhaft romantisch und sie zeigt sich mit einer Vielfalt von Landschaften, die so entzückend sind, dass man sie kaum beschreiben kann.“

- Die bekannteste Sehenswürdigkeit Mooreas ist die Baie de Cook (Cook-Bucht), in der regelmäßig Kreuzfahrtschiffe ankern. Das Postkartenmotiv der tiefblauen Bucht mit weißen Segelyachten und dem 830 m hohen, dicht bewachsenen Mont Mouaputa im Hintergrund ist wohl das am häufigsten fotografierte Südseebild überhaupt. Benachbart ist die Opunohu-Bucht, in der 1984 zahlreiche Außenaufnahmen des Filmes Die Bounty gedreht wurden.

- Beide Buchten sind mit einer steilen und kurvenreichen Panoramastraße verbunden. Im einst dicht besiedelten Opunohu-Tal errichteten die polynesischen Ureinwohner zahlreiche Kultplattformen (marae). Überreste der Kultstätten finden sich überall abseits der Straße, teilweise sind sie ausgeschildert. Der Marae Titiroa ist umgeben von Banyan-Bäumen und wurde Ende der 1960er Jahre rekonstruiert. Einige hundert Meter davon entfernt ist der ebenfalls gut erhaltene, mehrstufige Marae Ahu-o-Mahine. Die Straße führt weiter zum Aussichtspunkt Belvédère mit einem Blick auf den Mont Rotui, die Baie de Cook und die Baie d’Opunohu.

- Bei Afareaitu befindet sich die älteste Kultplattform Mooreas, der um 900 n. Chr. errichtete Marae Umarea mit seiner direkt an der Lagune gelegenen Umfriedung aus großen Korallenplatten.

- Bei Afareaitu befinden sich zwei Wasserfälle, deren Volumen allerdings in der eher wasserarmen Wintersaison zurückgeht.

- An der Westküste wurde für die Bedürfnisse des Tourismus ein traditionelles polynesisches Dorf, das Tiki Village, rekonstruiert. Neben Tanzvorführungen und der Demonstration polynesischer Handwerkskunst befinden sich hier auch Souvenirgeschäfte.

- Die meisten Strände an der Nordwestküste gehören zu Hotels und sind nicht öffentlich zugänglich. Ein öffentlicher Strand liegt an der Nordostküste bei Temae in der Nähe des Flugplatzes.

- Der jährlich im Februar stattfindende Moorea-Marathonlauf wird von der Tourismusindustrie als der schönste der Welt beworben. Eine weitere internationale Sportveranstaltung ist der Aitoman-Triathlon im Oktober jedes Jahres.

## Persönlichkeiten aus Moorea
- Henri Hiro (1944–1990), Dichter, Filmemacher, Aktivist
- Pascal Chang-Soi (* 1966), römisch-katholischer Ordensgeistlicher, Bischof von Taiohae o Tefenuaenata